# إليانور كيرك
إليانور كيرك (بالإنجليزية: Eleanor Kirk) هي منجمة أمريكية، ولدت في 1831 في وارين في الولايات المتحدة، وتوفيت في 1908.